# 麝喙獸屬
麝喙獸屬（學名：Moschorhinus）是已滅絕合弓綱的一屬，屬於獸孔目的獸頭亞目，是種四足肉食性動物，生存於二疊紀晚期到三疊紀早期的南非。模式種是M. kitchingi，是由南非古動物學家羅伯特·布魯姆（Robert Broom）在1920年所敘述、命名。屬名意為「小牛的口鼻部」。

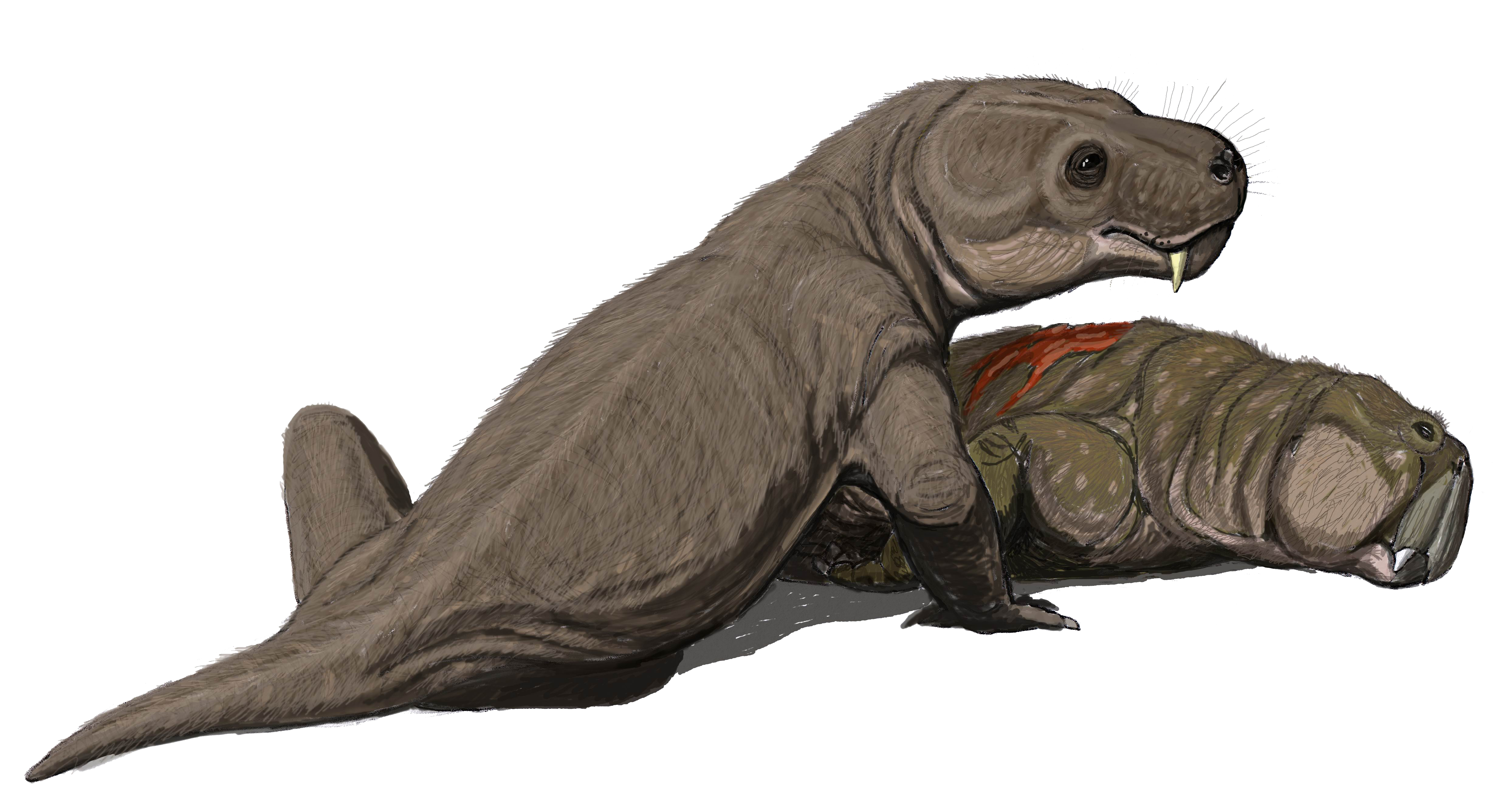
麝喙獸吞食水龍獸的屍體

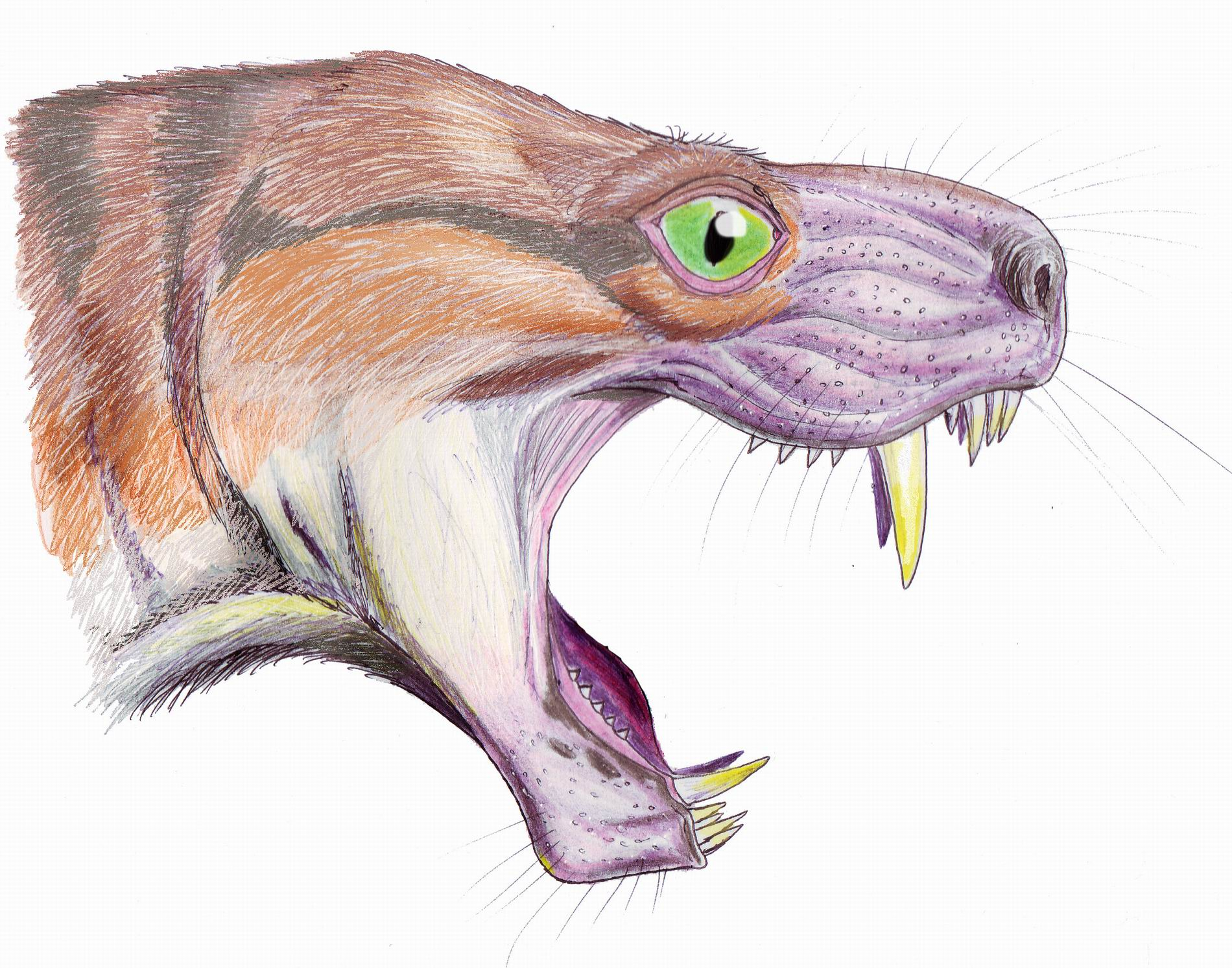
麝喙獸的頭部想像圖

麝喙獸有短而強壯的頭顱骨，以及長犬齒。頭顱骨長約27公分，顯示牠們是種大型獵食動物。在南非卡魯盆地的三疊紀最早期地層，曾經發現麝喙獸的化石，但牠們在三疊紀早期的化石紀錄很短。